# Mala Rava
Mala Rava je dio naselja Rava na otoku Rava, smještenom u Zadarskom arhipelagu.
Mala Rava je smještena na sjeverozapadnom dijelu otoka, uz uvalu Lokvina. Uvala je otvorena prema zapadu, odnosno prema Dugom otoku, te otočićima Mrtovnjaku i Galijici u Ravskom kanalu. Budući da je poluotokom Zaglavićem zaštićena od prevladavajućih vjetrova, predstavlja povoljno mjesto za sidrenje. U Lokvini je sredinom 1990-ih uređeno privezište (s bovama), slično kao i u Brbinju, Brguljskom zaljevu, Premudi, Ždrelašćici i dr. Preko svega 100 m uske prevlake (Tanko) Mala Rava je povezana i s uvalom Tanko, otvorenom prema sjeveroistoku, odnosno prema otoku Ižu. Obala toga malog mjesta je lijepo uređena višekratnim zajedničkim akcijama mještana. Betonirani su uzobalni putovi i nekoliko mulića. U najuvučenijem dijelu Lokvine uređeni su porat i riva uz koju pristaju putnički brodovi koji otok povezuju s Ižem i Zadrom (prije i sa Savrom i Brbinjem na Dugom otoku). Predviđeno je da u jesen 2006. započnu radovi na izgradnji novoga trajektnog pristaništa nedaleko od stare rive. U mjestu se nalazi i uljara za preradu maslina, ambulanta te jedan manji nekategorizirani ugostiteljski objekt.
Stari dio naselja s nekoliko odvojenih kompleksa kamenih kuća nalazi se na povišenom položaju, malo podalje od Lokvine. Na najvišem položaju u naselju poslije Drugoga svjetskog rata izgrađena je seoska gusterna s velikom naplovnom površinom, najveći otočni spremnik kišnice. U mjestu se nalazi kapelica posvećena Sv. Petru u blizini ruševina do sada neistraženoga srednjovjekovnoga kompleksa, te spomenik koji je podignut u znak sjećanja na žrtve stradale za vrijeme Drugoga svjetskog rata.